# تومي بيتشمان
تومي بيتشمان (بالدنماركية: Tommy Bechmann)‏ (مواليد 22 ديسمبر 1981 في آرهوس - الدنمارك) لاعب كرة قدم دنماركي يلعب حاليا لصالح نادي الدرجة الأولى فرايبورغ الألماني منذ 2008 في مركز الجناح الأيسر كما يجيد اللعب في مركز المهاجم .

## وصلات خارجية
- تومي بيتشمان على موقع قاعدة بيانات كرة القدم.إي يو (الإنجليزية)
- تومي بيتشمان على موقع بيانات كرة القدم. دي إي (الألمانية)
- تومي بيتشمان على موقع Soccerway.com (الإنجليزية)
- تومي بيتشمان على موقع عالم كرة القدم.نت (الإنجليزية)
- تومي بيتشمان على موقع كووورة